# Tulasnella rogersii
Tulasnella rogersii é uma espécie de fungo pertencente à família Tulasnellaceae.